# Spůlka
Die Spůlka, lokal auch als Sputka bzw. Spůtka bezeichnet, ist ein linker Zufluss der Volyňka in Tschechien.

## Verlauf
Die Spůlka entspringt am südlichen Fuße des Churáňovský vrch (1119 m) bei dem Weiler V Polci im Hochmoor Malý Polec. Südlich des Quellgebietes erhebt sich der Bergstock Přilba (Helmit, 1219 m). Der Oberlauf des Baches führt über V Polci, Churáňov, Zadov, V Ráji, Lesní Chalupy, Pucherský Mlýn, Kůsov, Bláhov, Dolní Dvůr, Jirkalov, Sídliště und Stachy durch das Biosphärenreservat Šumava nach Nordosten. Danach fließt die Spůlka mit gleicher Richtung vorbei an U Cajsů, Zdíkovec, Olší, Kudlata, Hodonín, Langův Mlýn, Čábuze, Čábuzské Chalupy und Vítovce. An seinem entlang der Orte Mlýny, Žár, Putkov, Onšovice, U Narovců, Spůle und Na Drahách führenden Unterlauf nimmt der Bach südöstliche Richtung; linksseitig des Baches befinden sich hier die Naturdenkmale U Narovců und Háje. Nach 19,2 Kilometern mündet die Spůlka nordwestlich von Bohumilice in die Volyňka.
Der Gebirgsbach bildet ein teils felsiges, naturbelassenes Wiesental, an seinen Uferzonen hat sich Auwald erhalten.

## Zuflüsse
- Stašský potok (r), Zadov
- Jáchymovský potok (l), bei Stachy
- Zdíkovský potok (r), bei Olší
- Horský potok (l), bei Čábuze
- Mladíkovský potok (l), bei Čábuzské Chalupy
- Košinský potok (r), bei U Narovců
- Horosedelský potok (l), unterhalb Onšovice